# 帕氏棘花鮨
帕氏棘花鮨，又稱帕氏棘花鱸，為輻鰭魚綱鱸形目鱸亞目鮨科的其中一種，分布於東南太平洋的復活節島及Sala y Gómez海脊海域，棲息深度260-272公尺，體長可達7.6公分，為底棲性魚類，屬肉食性，生活習性不明。

## 擴展閱讀
維基物種上的相關：帕氏棘花鮨